# Ned Lagin

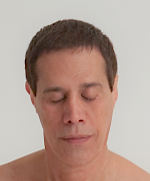
Ned Lagin, 2010

Ned Lagin (* 11. Juni 1949 in San Francisco, Kalifornien) ist ein US-amerikanischer Electronica- und Avantgarde-Keyboarder aus dem Umfeld der Band Grateful Dead.

## Bildung
Obgleich in San Francisco geboren, wuchs er in New York auf, wo er anfing, sich für Jazz zu interessieren. Lagin studierte an der Massachusetts Institute of Technology, eigentlich mit dem Ziel, Biologe zu werden, wo er auch seinen Abschluss machte. Statt Biologie studierte er jedoch dann Musik, teilweise war er auch an dem Berklee College of Music eingeschrieben. Schon in dieser Zeit fing er an, Minicomputer und Aufnahmegeräte für den Studio- als auch Bühnengebrauch zu entwickeln und zu verbessern. Hierbei beschäftigte er sich auch mit Analog-Digital-Umsetzer und der Bearbeitung von Digitalsignalen für den musikalischen Gebrauch. Diese Technik wird teilweise in gleicher Form für Synthesizer verwendet, die zu diesem Zeitpunkt jedoch noch nicht entwickelt waren.

## Karriere
Über einen Zufall kam Lagin in Kontakt mit der Band Grateful Dead. Er schrieb einen Brief an Jerry Garcia, auf den jedoch keine Antwort kam. Später organisierte er mit Freunden ein Dead-Konzert an der Kent State University, wo er als Organisator mit Garcia in Kontakt kam, der sich nicht nur an den Brief erinnerte, sondern auch Lagin spielen hören wollte.

„But then Kent State happened, we had organized the concert… Kent State, May 1970 happened, and the Grateful Dead arrived that week. I remember Jerry pulling up to the motel and driving a station wagon. He jumped out and introduced himself and I introduced myself, and the first thing that Jerry did was run away. He ran down the parking lot yelling, “Phil! Phil! I found the guy! I found the guy!”“

Für die Deads spielte er vom 16. Juni 1974 durchgehend bis zum 17. Juni 1975 bei Liveauftritten, dabei fand die erste Show im State Fairgrounds in Des Moines, Iowa, statt und seine letzte im Musiktheater Winterland in San Francisco. In dieser Zeit war er bei dreißig Großauftritten und ungezählten kleinen Auftritten und Jamsessions dabei. Er hatte in dieser Zeit separate Auftritte zwischen dem ersten und zweiten Set der Band. Oftmals wurde er in dieser Zeit auch von Phil Lesh und Bill Kreutzmann musikalisch begleitet. Gelegentlich begleitete ihn auch Jerry Garcia mit der Gitarre. Doch schon Anfang der 1970er spielte er bei mehreren Auftritten mit. In diesem gesamten Zeitraum war er an einigen Live- als auch bei den Studioalben American Beauty und Grateful Dead from the Mars Hotel beteiligt. Darüber hinaus war er auch bei der Dokumentation The Grateful Dead Movie vertreten.
Neben seiner Zeit bei Grateful Dead tat er sich auch mit Phil Lesh zusammen und absolvierte mehrere Auftritte außerhalb von den Dead unter dem Namen „Ned Lagin and Phil Lesh“. Bei dem Abschlusskonzert wurden sie von Garcia und Mickey Hart unterstützt. Innerhalb dieser Zeit brachte er auch sein erstes Soloalbum namens Seastones heraus, bei dem er Unterstützung von David Crosby, Spencer Dryden, David Freiberg und Grace Slick bekam. Die erste Auflange unter Grateful Dead Records lag zwischen 14.000 und 20.000 Stück und war schnell ausverkauft. Jedoch wurden keine LPs nachgepresst. Dafür wurde das Album 1991 von Rykodisc wiederveröffentlicht. Diese CD enthält sowohl das originale Album als auch eine kürzere Liveversion des Albums.

## Diskografie
- 1970: American Beauty, Grateful Dead
- 1974: Grateful Dead from the Mars Hotel, Grateful Dead
- 1975: Seastones, Ned Lagin
- 1975: Sampler for Deadheads (#3 of 3), Robert Hunter / Ned Lagin
- 1991: Seastones (Extended Version), Ned Lagin
- 1998: Dick's Picks, Vol. 12, Grateful Dead